# چشم‌سفید سرسیاه
چشم‌سفید سرسیاه (نام علمی: Zosterops atricapilla) نام یک گونه از سرده چشم‌سفید است.